# John Slessor
El Mariscal de la Reial Força Aèria Sir John Cotesworth Slessor GCB DSO MC (3 de juny de 1897 – 12 de juliol de 1979) va ser un alt comandant de la RAF. Va servir com a pilot al Royal Flying Corps durant la Primera Guerra Mundial, va ocupar diversos comandaments operatius durant la Segona Guerra Mundial i, finalment, serví com a Cap de l'Estat Major de l'Aire entre 1950 i 1952.

## Biografia

### Primera Guerra Mundial
Fill d'un Coronel en actiu, Slessor va néixer a Ranikhet, a l'Índia britànica, sent educat a Haileybury. S'uní al Royal Flying Corps el 1915, entrant en acció a Egipte i al Sudan; i posteriorment al Front Occidental. Va ser condecorat amb la Creu Militar el 1917, va acabar la guerra amb el rang de Major.

### Període d'entreguerres
Després d'abandonar la RAF el 1919, Slessor va rebre una comissió a l'any següent com a Tinent Pilot. Serví com a comandant del 4t Esquadró entre 1925 i 1928, i va ser nomenat oficial de l'Estat Major Directiu de la RAF a l'Exèrcit a l'Acadèmia d'Estat Major de Camberley el 1931. Slessor va ser nomenat Comandant de la 3a Ala Índia al març de 1935, obtenint l'Orde del Servei Distingit per les operacions a Waziristan. Va escriure Air Power and Armies, un assaig sobre l'ús del poder aeri contra objectius al i darrere el camp de batalla el 1936. En aquesta obra, advocava per la cooperació amb l'exèrcit per impedir l'arribada de reforços enemics i subministraments, així com l'ús del bombardeig aeri com arma per atacar la moral de l'enemic. Al maig de 1937, després de la seva estada a l'Índia, va ser promogut a Capità de Grup i nomenat Adjunt al Director de Plans, sent Director Titular al desembre de 1938.

### Segona Guerra Mundial
Slessor va ser Comandant del 5è Grup el 1941, Assistent al Cap de l'Estat Major de l'Aire el 1942 i Cap del Comandament Costaner el 1943. El 1944 va ser nomenat Comandant en Cap de la RAF a la Mediterrània i l'Orient Mitjà, i Membre de l'Aire de Personal el 1945. Temporalment va ser nomenat Vicemariscal de l'Aire el 10 de gener de 1941 (fet de manera oficial el 14 d'abril de 1942) i Mariscal de l'Aire l'1 de juny de 1943 (definitiu el 6 de juny de 1945).

### Carrera de postguerra
Slessor va ser promogut a Mariscal en Cap de l'Aire l'1 de gener de 1946. Continuà com a Membre de l'Aire per Personal fins al 1947, quan va ser nomenat Comandant de l'Acadèmia Imperial de Defensa. Entre l'1 de gener de 1950 al 31 de desembre de 1952 va ser el Cap de l'Estat Major de l'Aire, sent promogut al rang de Mariscal de la RAF el 8 de juny de 1950. Com a Cap de la RAF, encunyà el terme "Bombarder V", per referir-se al trio de bombarders estratègics a reacció de la RAF: el Vickers Valiant, el Handley Page Victor i el Avro Vulcan.
Durant el seu mandat de l'Estat Major, Slessor tingué un paper clau en la promoció de l'armament nuclear com un instrument efectiu de dissuasió en la primerenca estratègia britànica de la Guerra Freda. El 1952, la RAF argumentà que, com que els bombarders eren un element dissuasiu important, les forces convencionals podrien ser reduïdes dràsticament en un moment en què el govern volia fer una reducció important de la despesa pública. Slessor creia que era improbable que el Regne Unit pogués fer front a una ofensiva comunista sense tenir armament nuclear tàctic. Va esdevenir un dels propagandistes principals de la "Gran Dissuasió" (que va usar com a títol d'un llibre que publicà després de retirar-se) per a ambdós costats de l'Atlàntic.

### Darrers anys
Slessor publicà dos llibres després del seu retir de la RAF el 1953: la seva autobiografia "El Blau Central" (The Central Blue) (1956) i "La Gran Dissuasió" (The Great Deterrent) (1957). Entre 193 i 1974 serví com a Conseller del Comtat de Somerset, sent Alt Sheriff de Somerset entre 1965 i 1966. El seu fill John també serví a la RAF, arribant al rang de Capità de Grup.